# 広州北駅
広州北駅（こうしゅうきた-えき）は中華人民共和国広東省広州市花都区にある、中国鉄路総公司（CR）と広州地下鉄の駅である。広州の都心から北に30㎞の位置にあり、駅周辺は広州北部の商業の中心となっている。広州白雲国際空港に比較的近い。

## 利用可能な鉄道路線
中国鉄路総公司
京広線
京港旅客専用線（武広旅客専用線）
広州地下鉄
■9号線

## 歴史
- 1908年 - 新街駅として開業。
- 1995年 - 花都駅に改名。
- 1999年9月15日 - 広州北駅に改名。
- 2009年 - 武広旅客専用線開業。
- 2017年12月28日 - 広州地下鉄の駅が開業。

## 駅構造

### 中国鉄路総公司
相対式ホーム2面2線の間に島式ホーム2面4線及び側線4線を挟む、合計6面10線の地上駅。

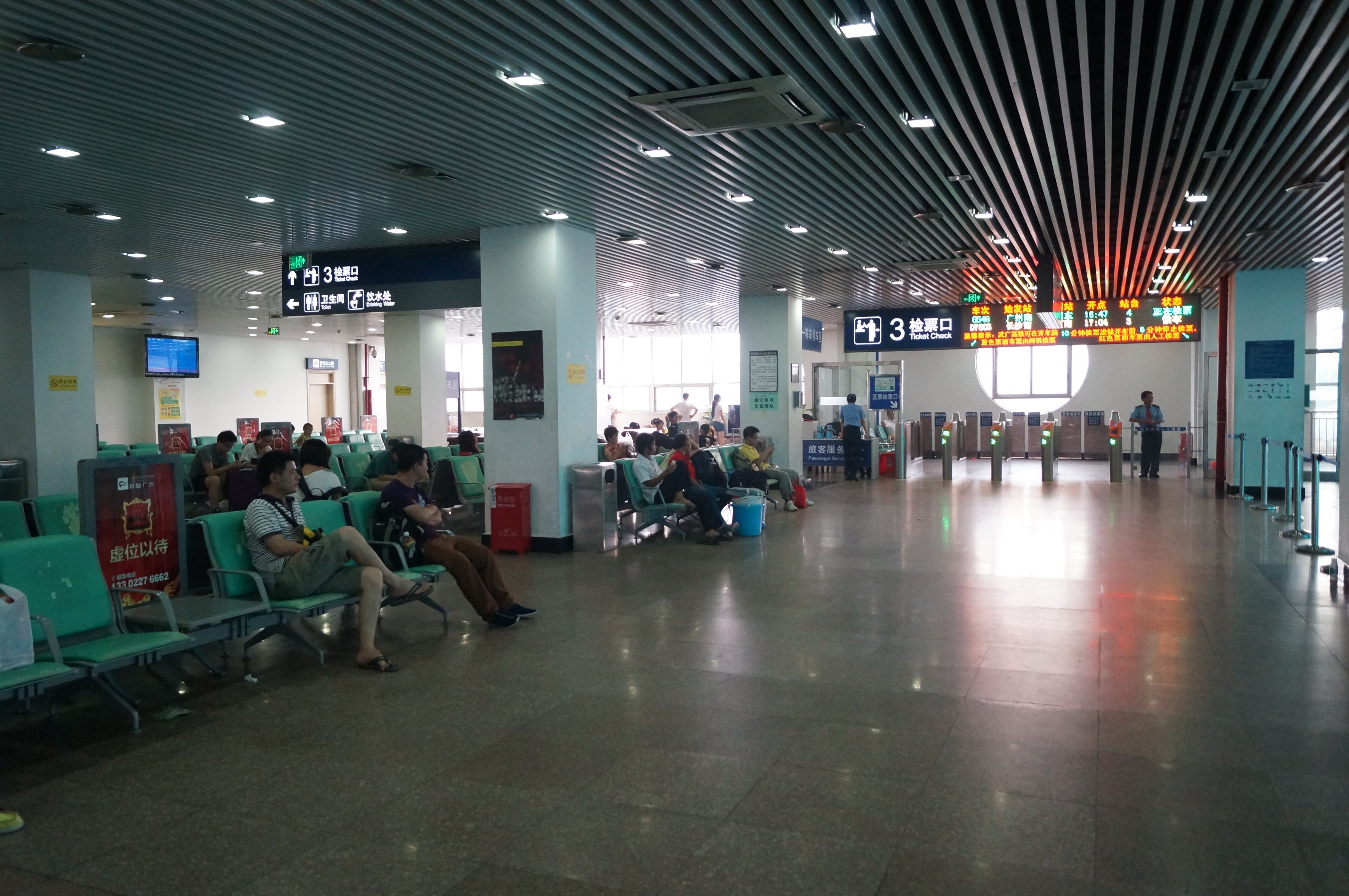
改札階
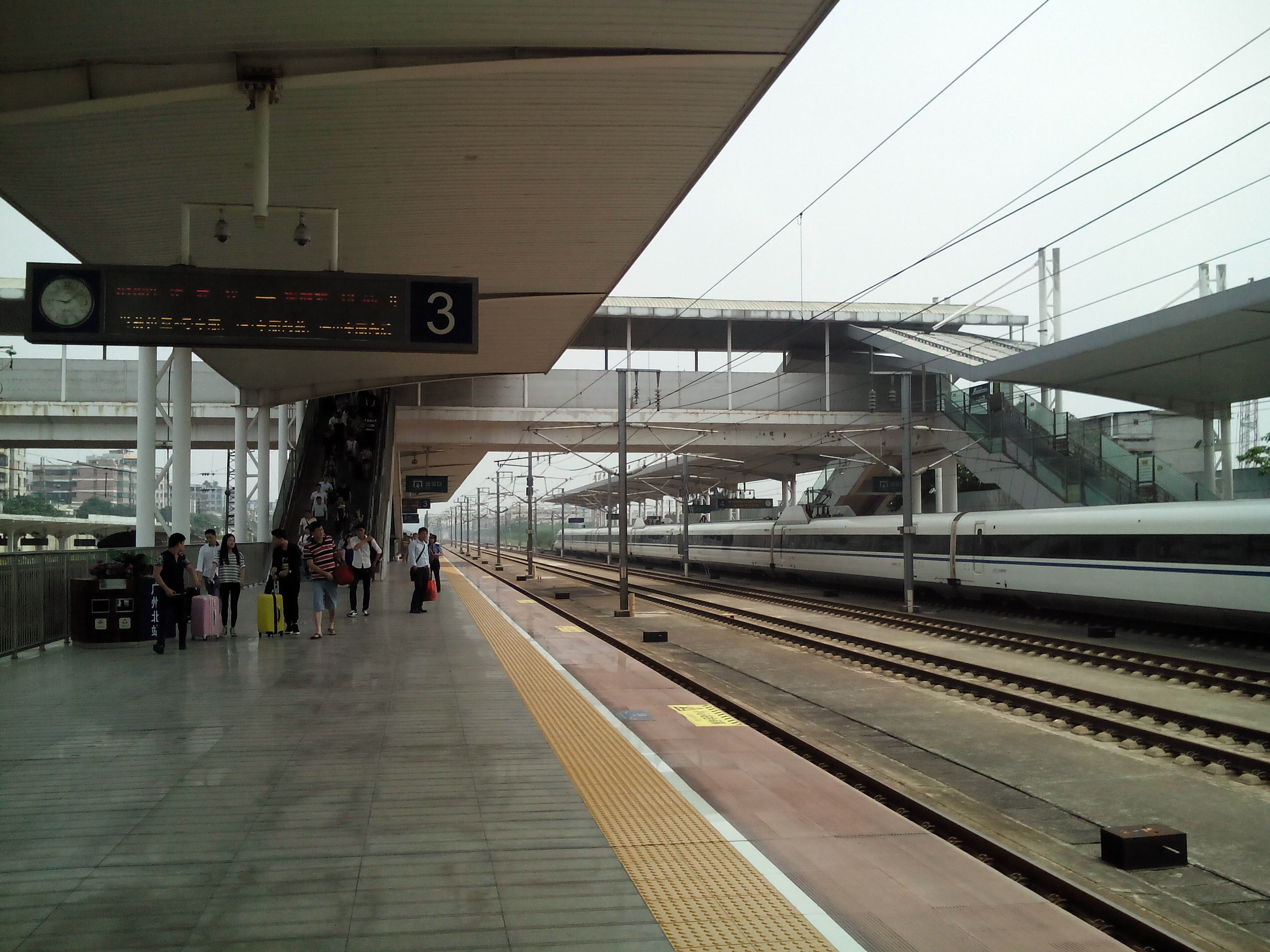
プラットホーム

### 広州地下鉄
島式ホーム1面2線を有する地下駅。

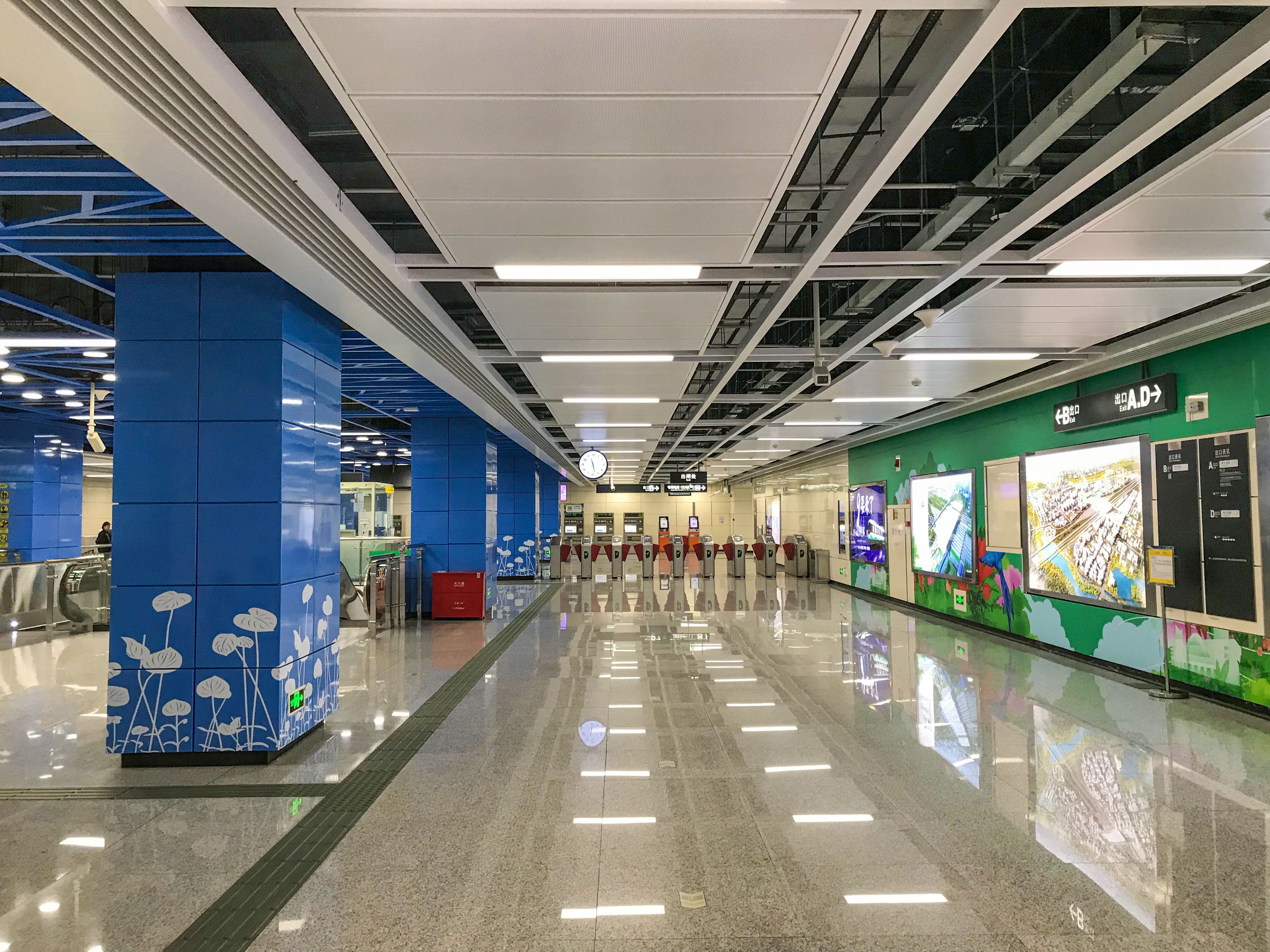
改札階
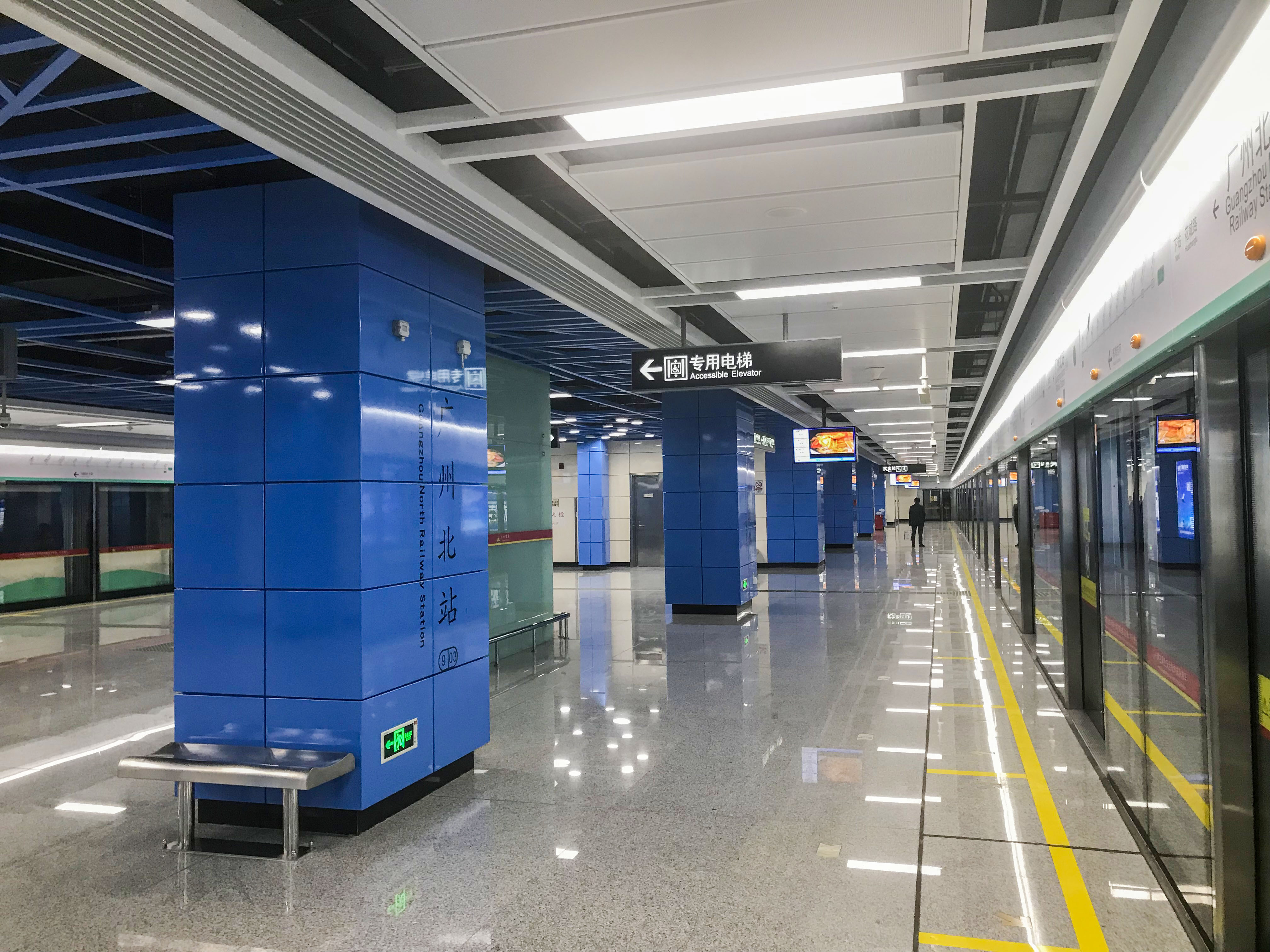
プラットホーム

## 駅周辺
- 秀全大道
- 楽都酒店
- 豊興便利店

## 隣の駅
中国鉄路総公司
京広線
軍田駅 - 広州北駅 - 郭塘駅
京港旅客専用線（武広旅客専用線）
清遠駅 - 広州北駅 - 広州南駅
広州地下鉄
■9号線
花都汽車城駅 - 広州北站駅 - 花城路駅